# Arroyo Carreri
Arroyo Carreri är ett vattendrag i Argentina.   Det ligger i provinsen Neuquén, i den sydvästra delen av landet, 1 200 kilometer väster om huvudstaden Buenos Aires.
Omgivningarna runt Arroyo Carreri är i huvudsak ett öppet busklandskap. Runt Arroyo Carreri är det mycket glesbefolkat, med 7 invånare per kvadratkilometer.